# Mike Garson
Mike Garson (Nueva York, 29 de julio de 1945) es un pianista profesional, mayormente conocido por su trabajo con Nine Inch Nails, David Bowie, Billy Corgan y The Smashing Pumpkins.
Se unió a los Pumpkins en 1998 para su gira del disco Adore, siendo sus teclados un componente principal en los conciertos. Más tarde grabó la sección de piano de Glass & the Ghost Children del álbum MACHINA/The Machines of God, al igual que la canción Le Deux Machina para MACHINA II/The Friends & Enemies of Modern Music.
Recientemente Garson mantiene un sitio en MySpace, y hasta la fecha lanzó alrededor de 50 canciones gratuitas para descargar. Actualmente está trabajando en tres nuevos discos, así como también colaborando con varios artistas.